# Dialekt podjuński
Dialekt podjuński (słoweń. podjunsko narečje, podjunščina) – dialekt słoweński należący do grupy dialektów karynckich, używany w Podjunie (Jauntal), w austriackiej Karyntii.

## Cechy językowe
Do charakterystycznych cech fonetycznych dialektu podjuńskiego należą:
- bogaty system samogłoskowy, który w gwarach na północ od Drawy liczy do 12 samogłosek w sylabach długich – obok ośmiu literackich samogłosek a, ɛ, e, i, u, o, ɔ (ə tylko w zgłoskach krótkich) są tu też nosowe ǫ i ą, labialne ɑ, a także dyftongi oa~ea oraz uə~iə[2],
- przejście psł. *a w zgłoskach długich w bardzo szerokie ɔ (jak w dialekcie remsznickim), np. žɔ́ba, brɔ́tər < psł. *žaba, *bratrъ[2],
- częściowe zachowanie samogłosek nosowych – w zgłoskach akcentowanych *ę daje ą̈ lub ą (nosowe a), zaś *ǫ daje szerokie ǫ lub wąskie ǫ̇, np. pą̈t, ją́zik, ǫ́zək, zǫ̂b < psł. *pętь, *językъ, *ǫzъkъ, *zǫbъ wobec słoweń. pet, jezik, ozek, zob[3],
- przejście jerów *ь, *ъ w a w sylabie długiej i ə w krótkiej, np. dą̂n, mâχ, pə̀s, mə̀gu̯a wobec słoweń. dan, mah, pes, megla[3],
- welaryzacja dawnego średniego l do u̯ (a więc zmieszanie z l twardym, welarnym) przed a pochodzącym z *e lub przed ą z *ę, np. u̯ą̂n, u̯ą́čä, ku̯ą́t < psł. *lьnъ, *lęťa, *klęti[2],
- uproszczenie grupy *šč do š, np. ognišẹ, stərnišẹ wobec słoweń. ognjišče ‘ognisko’, strnišče ‘ściernisko’[2].

Charakterystyczne jest także wzmacnianie zaimków powstałych z rdzenia *to- partykułą šẹ-, š-, np. š-tȕ ‘właśnie tu, tylko tu’, štȅ-ti ‘właśnie ten’. Zjawisko, zwane sztekaniem, to znane jest także innym dialektom wschodniej Karyntii i z jego powodu mieszkańcy tych okolic noszą nazwę Štekarji ‘Sztekarze’.